# Astroinercyjny system nawigacyjny
Astroinercyjny system nawigacyjny - system określania położenia i kierowania lotem rakiet, aparatów kosmicznych i samolotów oraz ruchem okrętów; w systemie tym wykorzystuje się astronomiczne i mechaniczne urządzenia inercyjne. Podstawę działania tego systemu stanowią astronomiczne metody obliczania współrzędnych według pomiarów przyspieszeń i ich korygowania. Astroinercyjny system nawigacyjny stosuje się przede wszystkim w samolotach i pociskach o dużym zasięgu.